# Hitler Saavedra
Hitler Saavedra Casternoque (Yurimaguas, 18 de febrero de 1978 - Cuzco, 17 de septiembre del 2024) fue un médico cirujano y político peruano. Fue congresista de la república por Loreto en el periodo 2021-2026, ejerciendo el cargo desde el 27 de julio del 2021 hasta su fallecimiento el día 17 de septiembre del 2024.

## Biografía
Hitler Saavedra nació el 18 de febrero de 1978 en Yurimaguas, ciudad de la provincia de Alto Amazonas en el departamento de Loreto.
Estudió en la Universidad Nacional de la Amazonía Peruana hasta 2015, licenciándose de médico cirujano y en bachillerato de Medicina. Posteriormente ejerció como médico cirujano en la Dirección Regional de Salud de Loreto entre 2017 y 2020.
Laboró como médico cirujano en la Dirección Regional de Salud de Loreto desde 2017 hasta 2020.

## Carrera política

### Congresista de la República
Fue militante del partido político Somos Perú y participó en las elecciones parlamentarias del año 2021 como candidato al Congreso de la República por la circunscripción de Loreto, la cual tuvo éxito resultando elegido con 7654 votos y fue juramentado como congresista de la república para el periodo parlamentario 2021-2026.
Como congresista se desempeñó como presidente de la Comisión de Salud entre 2021 y 2022. Fue también vocero de la bancada de Somos Perú en el Congreso, y candidato por su partido para la tercera vicepresidencia de la Mesa Directiva, retirando posteriormente su candidatura.

## Fallecimiento
El 17 de septiembre del 2024, Hitler Saavedra fue hallado sin vida a los 46 años en un hotel de la ciudad del Cusco. La noticia fue confirmada por el congresista Alejandro Soto y luego sus restos fueron homenajeados para posteriormente ser enterrados en su natal Yurimaguas.
La muerte de Saavedra fue polémica debido a la extrañas circunstancias de su deceso, debido a que la Policía Nacional del Perú no halló signos de violencia. Uno de los denunciantes fue el excongresista Daniel Salaverry quien exigió una investigación a la sospechosa muerte de Saavedra.